# Korba (Estonia)
Korba – wieś w Estonii, w prowincji Järva, w gminie Paide.